# テープレコーダー
テープレコーダー（英: tape recorder）は、磁気テープなどのテープ状の記録媒体に信号を記録および再生する装置である。普通、磁気テープに磁気記録の形で電気信号を記録する。
用語成立の歴史的な経緯もあり「テープレコーダー」という用語は、特に音響を記録・再生するもの（録音再生機器）を指すために使われており、通常、テープに映像を記録する装置（ビデオテープレコーダ類）は「テープレコーダー」には含めない。当記事でも音響用のものに限定して説明する。

## 概要

スイスのレボックス社のPR99 Mk II（1985年ころ発売）。1/4インチ・テープを使うオープンリール方式のテープレコーダー。据置型。

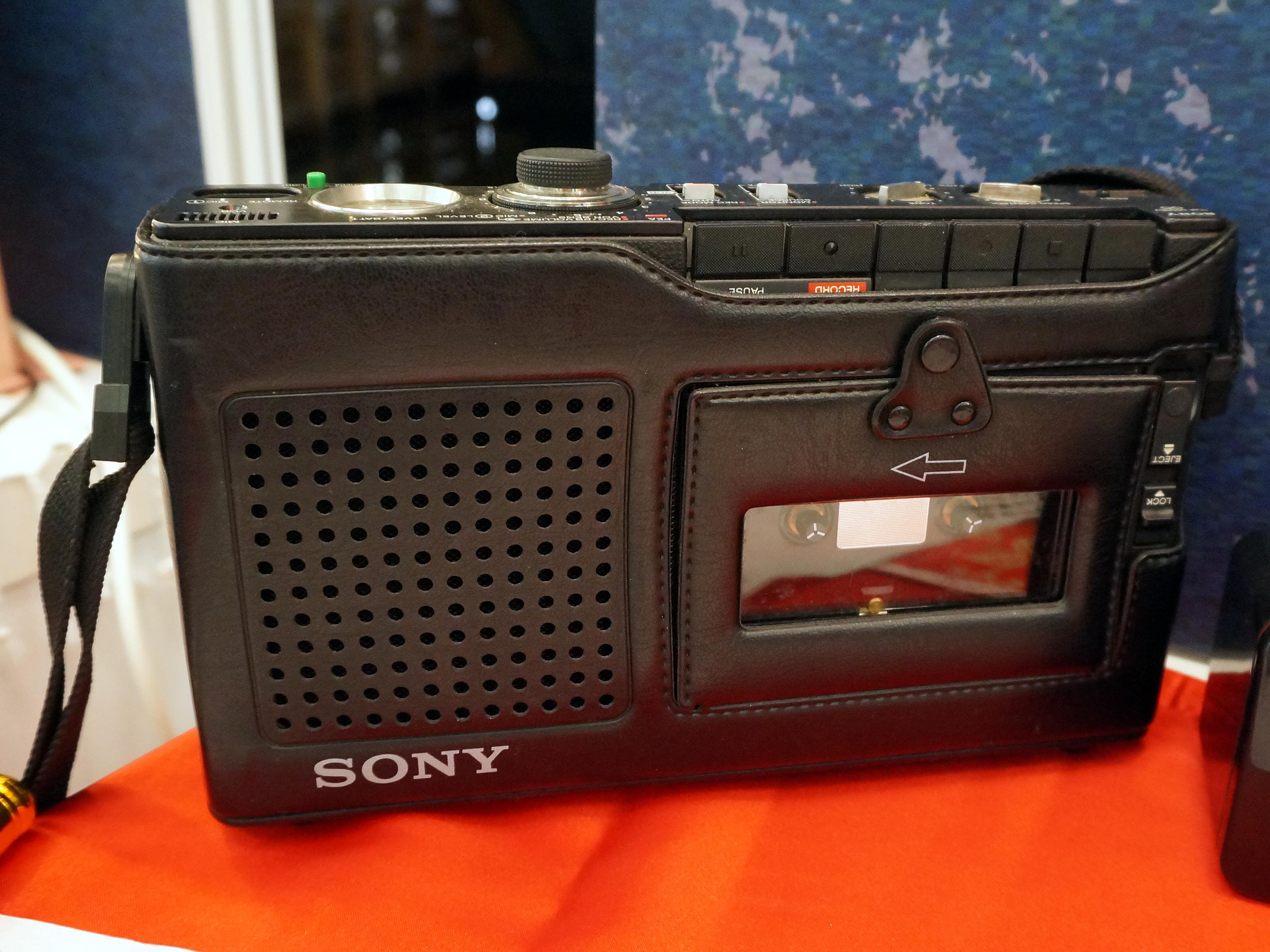
ソニーのビジネスデンスケ TCM-5000EV（1984年発売）。コンパクトカセット方式。取材に使えるポータブルなモノラルテープレコーダーという位置づけであった。

テープレコーダーにはオープンリール式やカセットテープ式などがあり、録音可能なものは再生も可能である。コンポーネントステレオの中のテープデッキもテープに録音できるので、分類としてはテープレコーダの一種（下位分類）にあたる。日本では略してテレコと呼ばれることがあった。
テープのベースには、ポリエステルなどのプラスチックフィルムが使われる。ポリエステル以前にはアセテートが使われた。初期には紙が用いられたこともある。
テープは信号の録音・消去が容易で、かつ体積当たりのデータ密度が高いため、長時間録音に適するという長所があるとされてきた。またアナログテープレコーダや一部の固定ヘッドデジタルテープレコーダ（通称S-DAT）では、テープを直接切断して編集する「手切り編集」（電子編集に対する用語）も可能である。同様に破損したテープを取り除き、繋ぐことでデータの破損を局所的に抑えることができる。
一方で欠点も存在する。経年により磁性層やバインダーの劣化、テープの伸び・切断・よじれなどが起きやすく、鳴きと呼ばれるテープとヘッド類との摩擦音やリール部分の物理的な回転にともなう音も変調ノイズとして音を濁らせる原因となる。また連続したテープを巻き取って行く構造上、ランダムアクセスが難しく、一部を再生する場合でも時間をかけての早送り・巻き戻しを必要とする。特にデジタル化と相性が悪い。またテープという物理的なものに記録するので機械的な機構が必要で、小型・軽量化にも限界がある。
このため2000年代に入ってから、ランダムアクセスが可能な半導体メモリを使うデジタル技術のレコーダー類が登場したことで、高音質の録音を長時間する場合はハードディスクレコーダーの中でも高性能のステレオマイクを備えたもの、取材時の録音や備忘録的な用途には半導体メモリを利用し特に小型・軽量なICレコーダー、もしくはリニアPCMレコーダーが選ばれるようになってきた。

## 分類
スピーカー、あるいはスピーカーおよびアンプを含まず、他の音響機器と接続して使う録音・再生装置をテープデッキと言う。オープンリール式のものをオープンデッキと言い、カセットテープのものをカセットテープデッキと言う。
また大分類としては、音響信号を連続波形のまま記録するアナログ方式と、デジタル信号に変換されたものを記録するデジタル方式とがある。
以下、細分化した分類を示す。
- アナログ方式
  - オープンリール
  - コンパクトカセット（カセットテープ）
  - ミニカセット
  - マイクロカセット
  - エルカセット
  - 4トラック
  - 8トラック（エンドレステープを用いたカラオケ/カーステレオ用カセットテープ）
- デジタル方式（業務用を含む）
  - デジタルマイクロカセット（ソニーのNTシリーズ。トラッキング機構を必要としなかった）
  - DAT（デジタルオーディオテープ）
  - DCC（デジタルコンパクトカセット）
  - オープンリール
  - DAT以前に、またそれと並行して、ビデオテープを用いたPCM録音や（→PCMプロセッサー）、ビデオテープのデジタルあるいはFM音声用トラックを用いる方法などが行われた。
  - モジュラー型MTR

S-VHS、Hi8などのテープを用いたマルチトラックレコーダで単体で8～12トラックの録音再生が可能な機種をいう。必要に応じて同期用のケーブルで複数台をリンクして使うことにより同期を保ったままトラック数を拡張できた。ADAT、DTRS等の規格がある。デジタルオーディオワークステーション(DAW)を始めとするハードディスクレコーダ、およびフラッシュメモリレコーダーの台頭により姿を消しつつある。テープ以外にMOやSDメモリカード、コンパクトフラッシュ、USBメモリなどの各種メディアを使用した物があるがテープ以外のメディアはマルチトラックレコーダの項を参照されたい。

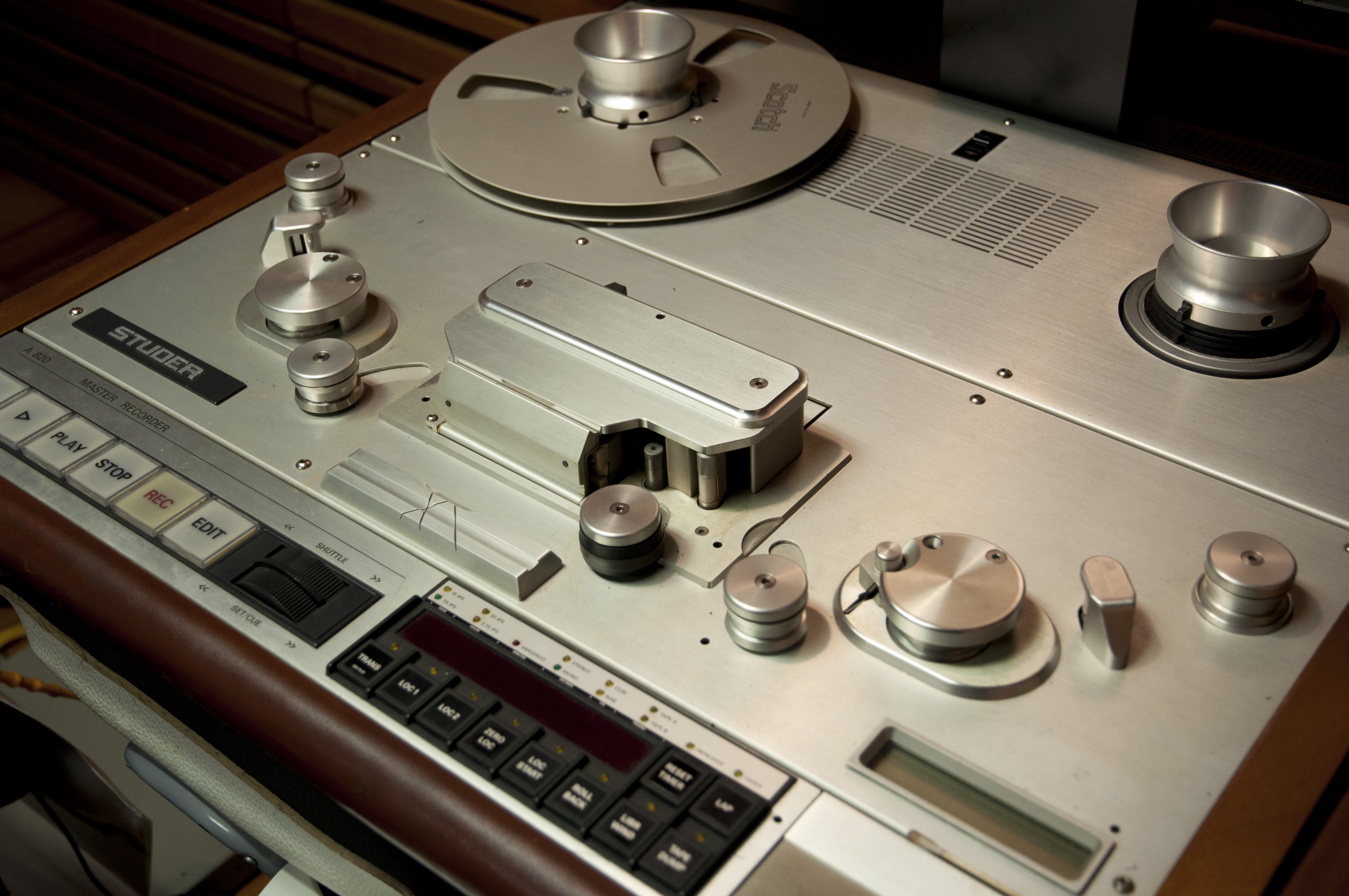
STUDER A820 Master 2 Track Recorder
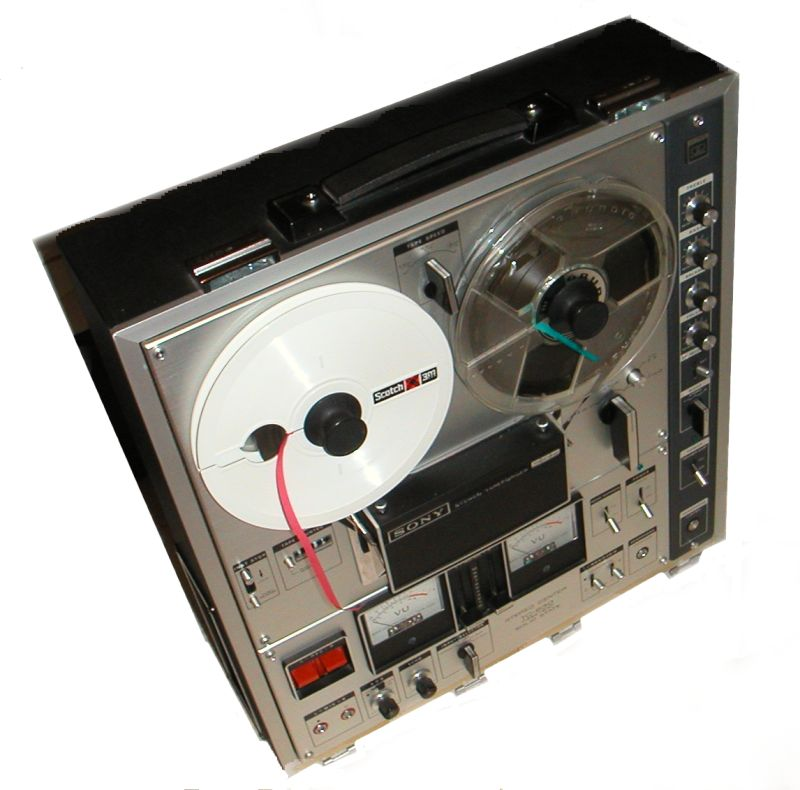
オープンリール方式のテープレコーダー（ソニー）
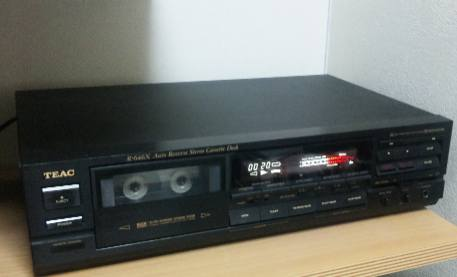
コンポーネントステレオの1ユニットとなるティアック製のステレオカセットテープレコーダー。
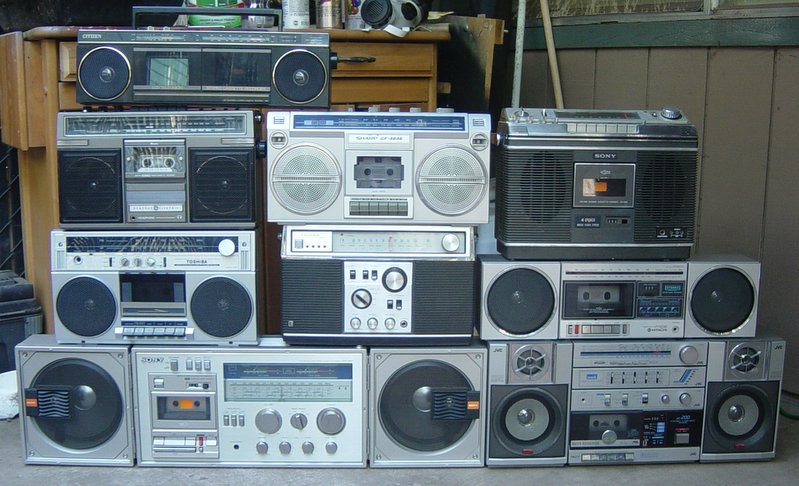
ステレオ・ラジカセ。
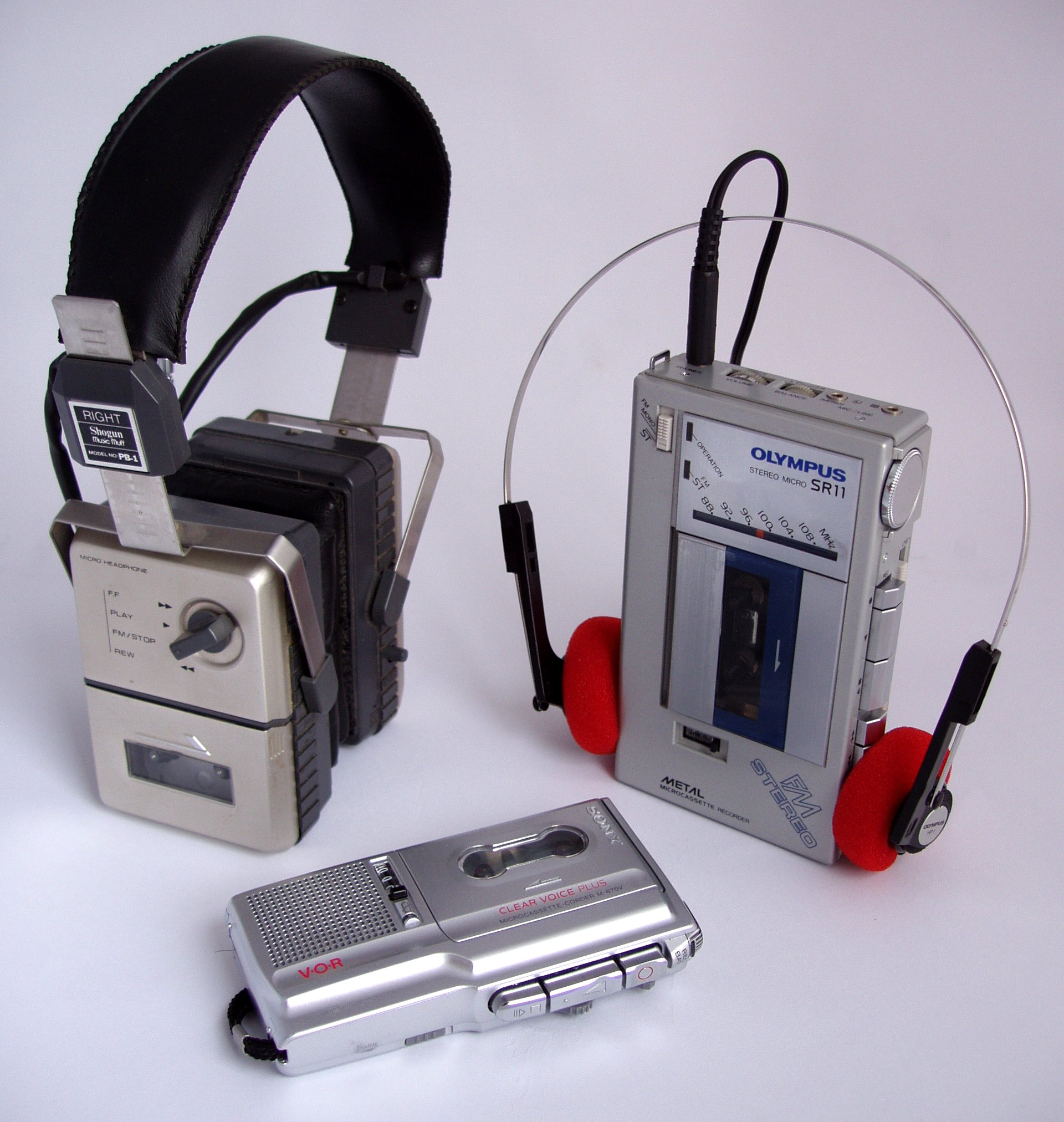
手前がマイクロカセット方式のテープレコーダー。なお、右後方の機は記録のできない再生専用機であり、通常、テープレコーダーには分類されない。

## 歴史

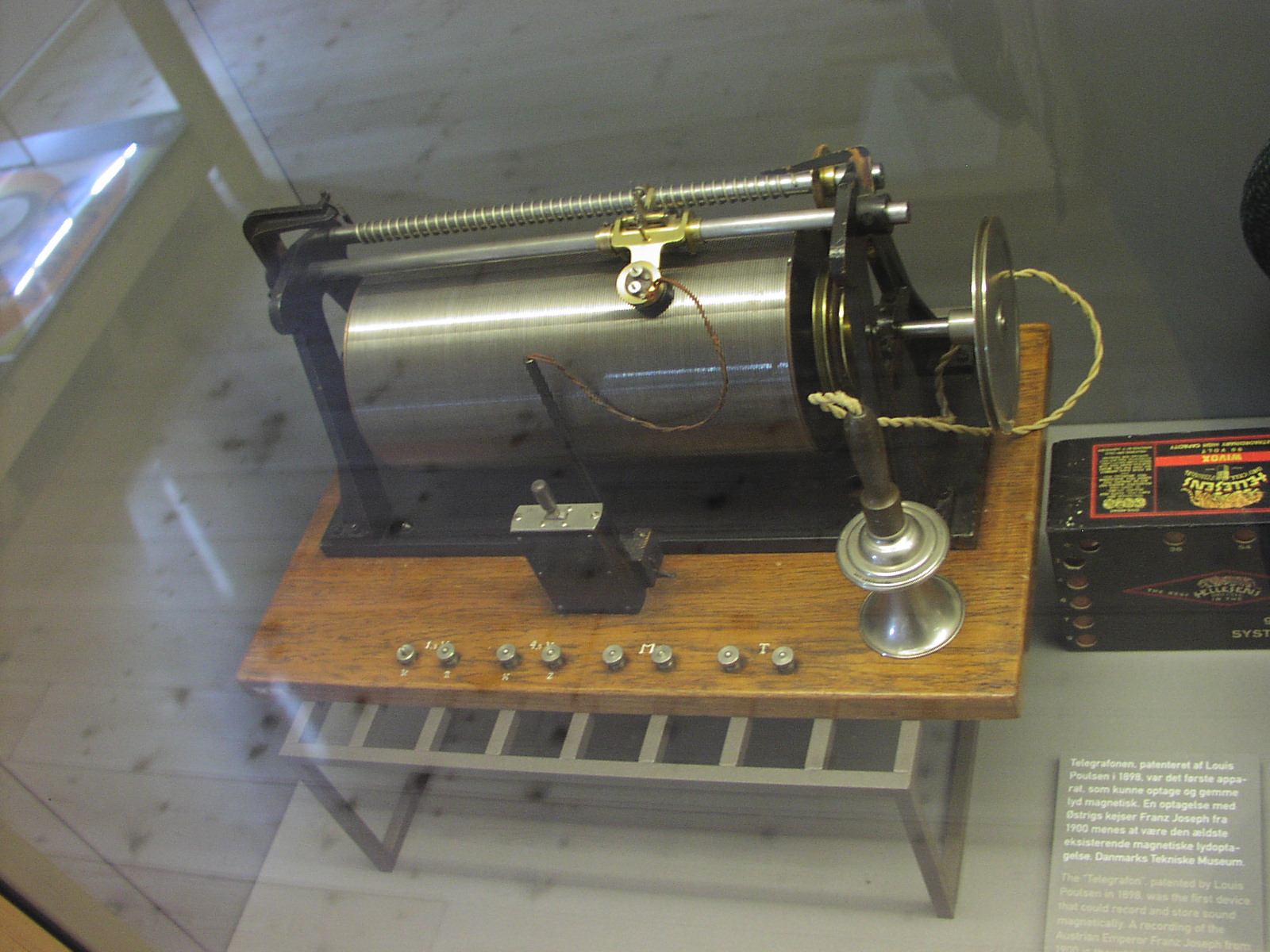
ポールセンの磁気録音式
ワイヤーレコーダー (1898年)

メディアを帯磁させることで音声信号を記録する磁気録音方式自体は、1888年にアメリカ人オバリン・スミスが最初に着想しているが、システムとして実用化された最初は、デンマークの発明家ヴォルデマール・ポールセン(1869年-1942年)が1898年に完成させた、メディアにピアノ線を利用した磁気録音式ワイヤーレコーダー「テレグラフォン（Telegraphon）」である。
テレグラフォンに始まる磁気録音ワイヤーレコーダーは、人間の声を聴き取りうる実用水準で録音でき、一定の長時間録音も可能であったが、音質向上の困難さやワイヤー伸びの問題などを伴い、一般的なものとはならず、テープレコーダーが実用水準に達するまでの約半世紀の間、ごく限られた範囲で用いられたに過ぎなかった。簡易な録音機としてはトーマス・エジソン発明の蝋管レコードの系譜に属する機械録音装置「ディクタフォン」が第二次世界大戦以前の主流であった。

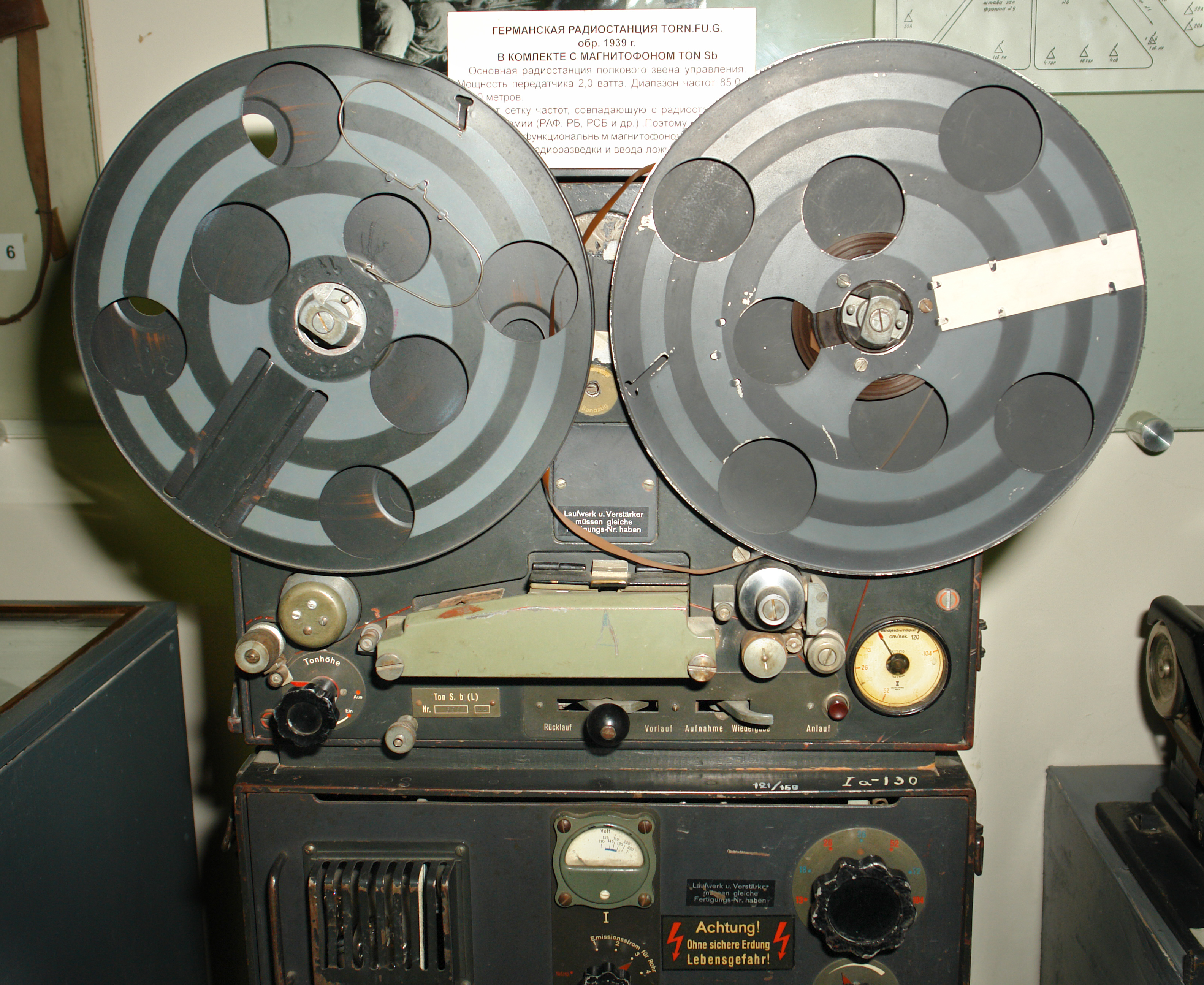
第二次世界大戦中に
ドイツのラジオ局で使われていた
マグネトフォン (1942年以降の製品)

磁気記録の媒体を、より扱いやすく耐久性のあるプラスチックテープにしたのは、ドイツ人技術者フリッツ・フロイメル(Fritz Pfleumer 1881年-1945年)で、1928年にこれを利用したテープレコーダーの原型を完成した。1933年にAEGの技術者であるEduard Schüllerによって磁気ヘッドが開発された。
以後電機メーカー・AEGの手で改良され、1935年に「マグネトフォン（Magnetophon）」の名で市販されたものの、音質が悪かった。
その後、化学メーカーBASF社の協力によるテープ材質の改良（アセテート樹脂）と、1938年の五十嵐悌二、石川誠、永井健三、同時期のドイツの国家放送協会のヴァルター・ヴィーベルとHans-Joachim von Braunmühl、アメリカのマーヴィン・カムラスによる交流バイアス方式の発明で、1939年～1941年までに音質が飛躍的に改善され、実用に耐える長時間高音質録音が可能となった。
この結果、ドイツの標準的なテープレコーダーであるマグネトフォンは第二次世界大戦中のドイツにおいて、政治宣伝・対敵宣撫放送用のメディアとして大いに活用された。アドルフ・ヒトラーの長大な演説 やクラシック音楽を、レコード針等の雑音・ディスク交換による中断などなしにいつでも連続録音・再生できることは、放送用メディアとしての非常な利便性であった。ラジオ放送用としてフルトヴェングラー指揮によるベルリン・フィルの演奏もテープ録音され、貴重な歴史的音源となっている。この過程では、複数トラックを適切に分離して同時録音できる特徴を活かし、ステレオ録音もすでに試みられていたという。
軍用特殊用途として特筆されるのは、ドイツ海軍の潜水艦・Uボートの多くにテープレコーダーが搭載されたことである。潜水艦が発信する通信電波は敵方に自らの潜伏位置を知らせてしまう危険を伴う。そこで通信内容をテープレコーダで一旦録音し、それを早送り再生して送信した。これで無線交信時間が最小限となり、また傍受されても敵には内容解読が困難になる。第二次世界大戦後、この高速再生通信のアイデアは世界各国の軍用・外交・諜報の分野で情報秘匿通信に広く用いられるようになった。
ドイツの敗戦後、テープ録音技術がアメリカに移転され、民生用途に広く転用されるようになった。1947年には3M社が磁気録音テープを発売した。1948年のLPレコード開発と相前後して、高音質へのニーズが高まり、レコード会社は高音質化と長時間録音実現のため、相次いでテープレコーダーを導入する。各国の放送局でもその利便性を買われ、同時期から長時間放送や音声取材の手段として活用されるようになり、特に取材ではポータブル・テープレコーダーが広く用いられた。
以後テープレコーダーはLP・EPレコードと並ぶメディアの形態として、レコード制作会社や放送局だけでなく、個人・家庭でも容易に録音・再生ができる特性から一般化した。

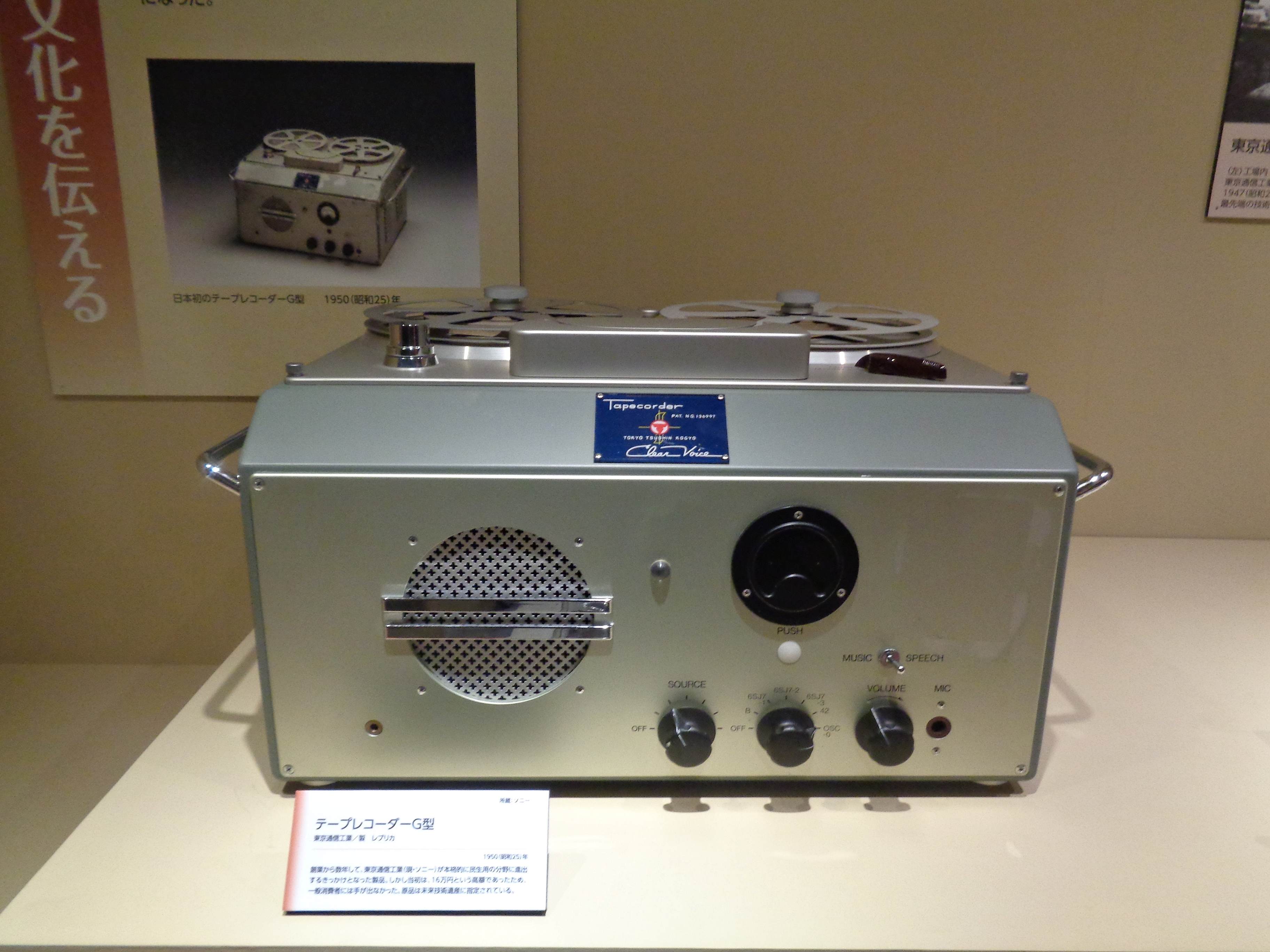
ソニーＧ型テープコーダー

日本の商品では1950年に東京通信工業（東通工、現・ソニーグループ）が紙テープ式のモデル「G 型」を発売したのが最初である（東京通信工業では長い間「テープコーダー」（Tapecorder）と呼んでいた（登録商標だった（登録番号?）））。1950年代の日本の民間放送の勃興と相前後して、ソニーは取材用の可搬型のものも先んじて開発、デンスケの商標は同社の業務用ないしそれに準じるレベルの携帯レコーダーに使われ続けている。これが放送用に普及した当時、「デンスケ」の呼称は関係者の間でポータブル機を一般に指すものとして、ナグラなど他社の製品も含めて呼ばれた。このため、現代において「当時のポータブルテープレコーダー」を指して、たとえば「私はあの時デンスケを担いで取材していました」のように使われることがある。

### 日本における交流バイアス技術をめぐる小史
東京通信工業はいち早く交流バイアス技術の重要性を見抜き、上記の五十嵐悌二、石川誠、永井健三による特許（通称永井特許、安立電気（現・アンリツ）が所有）を1949年に日本電気と共同で購入した（1946年に創業したばかりの東通工にとって非常に高額な投資だったので日本電気 (NEC) が半分出した）。交流バイアス技術は現在のテープレコーダーにも使われているほど重要な技術で、この特許により他社は東通工製テープレコーダーの音質に全く太刀打ちできず、東通工は日本のテープレコーダー市場で高いシェアを占めることになった。
1952年、連合国軍占領下の日本を脱したその年に、東通工が、米国の貿易業者バルコム貿易が日本に輸入した米国製テープレコーダーが永井特許を侵害しているとして、輸入・販売・使用・陳列・移動などを禁止する仮処分を東京地方裁判所に申請し、9月15日に東京のバルコム貿易と日本橋高島屋、大阪心斎橋筋のミヤコ商会の三か所で米国製テープレコーダー数十台が一斉に仮差押えされるという事件が起きた。敗戦国の中小企業が戦勝国米国の企業を訴えたということで当時ニュースとなった。交流バイアス技術は米国ではイリノイ工科大学アーマー研究所 (Armour Research Foundation) のカムラス (Marvin Camras) の特許があった。
実は永井特許は米国にも出願されていたが、太平洋戦争開戦でうやむやになり、カムラスの特許が成立した。ところが永井氏の英語論文はカムラスの特許よりも早く米国で公表されており、米国でのカムラスの特許は認められないことになる。このことからアーマー研究所は大幅に譲歩し、東通工とアーマー研究所は「技術援助契約」を結ぶことで和解した。すなわち、日本国内では当然ながら永井特許が有効で、日本国内で販売される米国製テープレコーダーからは東通工と日本電気に永井特許の使用料が支払われる。また米国内で販売される東通工ならびに日本電気製テープレコーダーは米国のカムラス特許を無償で使用できる。他の日本メーカーが米国に輸出するテープレコーダーに関しては、東通工がアーマー研究所の代理人としてカムラス特許の実施許諾権を持ち、特許使用料の半分が東通工に支払われることになった。東通工は「名を捨て実を取る」和解をしたといわれる。
その一方で日本国内市場での東通工の姿勢は非常に強硬で、国内他社には決して永井特許を使わせなかった。そのため国内各社は相変わらず東通工製テープレコーダーの音質に歯が立たなかった。1954年、赤井電機が類似の「新交流バイアス」技術を使ったテープレコーダーキットを発売すると、東通工は告訴した（結果としては和解）。しかし1955年には永井特許の存続期間が終了するはずで、国内各社は交流バイアス技術を使用したテープレコーダーの商品化に向け準備を進めていた。ところが戦争により特許が充分行使できなかったという理由で特許期間が 5 年間延長されることになると国内各社は東通工や通商産業省（現・経済産業省）に対する反発を強めた。あまりの風当たりの強さに東通工は1958年から永井特許の実施許諾を与えるようになった（有償）。東京通信工業はこの年の1月1日に社名をソニー株式会社に変更した。

### 一般への普及
コンパクトカセットレコーダーに関してはアイワ以外にもスタンダード（マランツ）などの音響機器メーカーがモノラル据置型のレコーダーを発売していた。しかし会議録音用の小型機器は1970年代前半にならないと市場には出回らなかった。ソニーのコンパクトカセットレコーダー第一号機は、1966年発売の「TC-100」（マガジンマチック100）。宇宙船アポロに持ち込まれたカセットレコーダーはTC-1010であった。とはいうもののカセットレコーダーを大手メーカーが続々と発売し始めたのは1975年ころからである。
こうしたテープレコーダーの登場により、人々は音楽を録音したり、自分や家族の声を録音することができるようになり、人々の生活様式に変化をもたらした。1960年代に開発されたカートリッジ式のコンパクトカセットの普及と、これを組み込んだラジオカセットレコーダーなどの一体型ラジオの出現で、ラジオやテレビの番組も容易に録音可能となり、またテープや録音再生ヘッドの性能向上やノイズリダクション技術などによる音質改善と相まって、ラジオの音楽番組を録音する「エアチェック」というカルチャーが広まった時期もあった。他にも、小ささを活かして自分で録音したテープを外出中携帯型プレーヤーで聴く、ポータブルオーディオというスタイルを生みだし、定着させた。
2000年代以降はほとんどICレコーダーなどにとって代わられたが、録音された音声などを文字に書き起こす行為は一般にテープ起こしと呼ばれ、その名称に名残を見ることができる。

## 使用上の注意

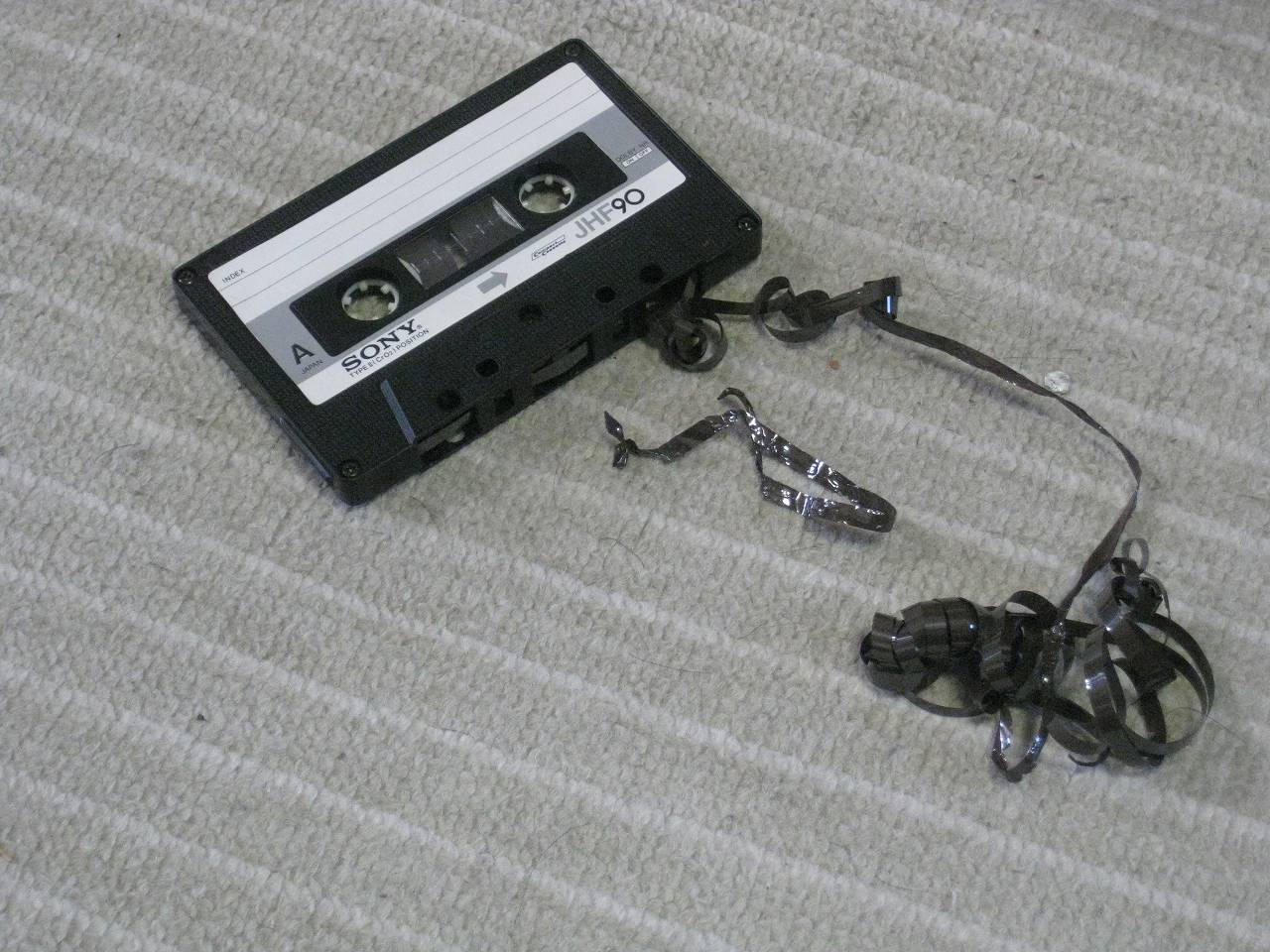
カセットデッキのキャプスタンに巻きつき、カセットテープが次々と引き出されて、最終的に引きちぎられて切断された状態。

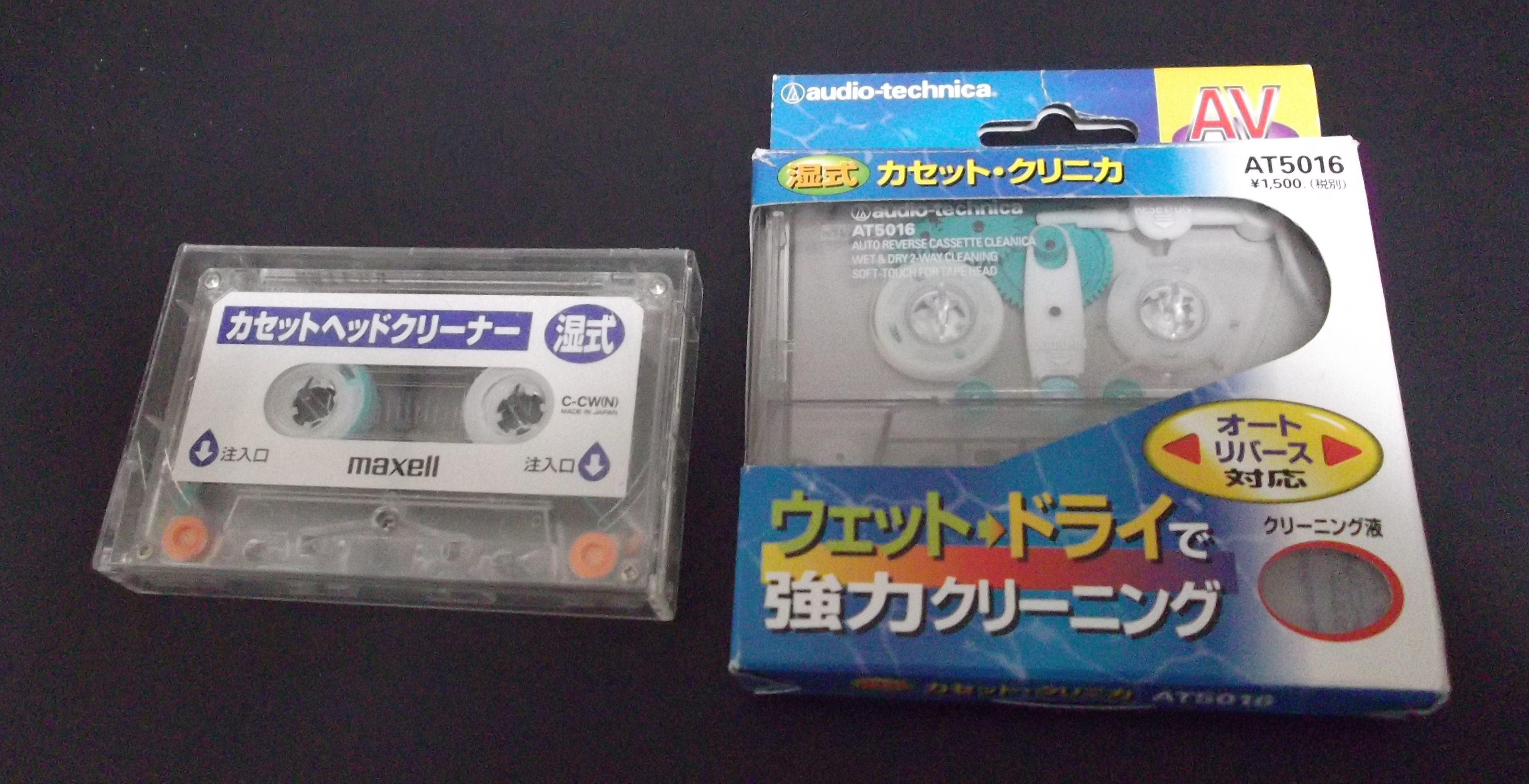
湿式ヘッドクリーナー。穴にクリーニング液を数滴ほど垂らして録音機の場合は録音にして使う。右のクリーナーはカーオーディオにも対応。

コンパクトカセットのレコーダーにおける注意点は以下の通り。
- テープに巻きたるみがあると走行不良の原因になることがあるので、確認窓からの視認でたるみがあれば、あらかじめ六角鉛筆などで巻き上げてからデッキに装填する[14]。速く巻き上げすぎると切れることがある。
- カセットデッキの整備不良（故障）や結露、テープのたるみ、テープの消耗、ベーステープの薄い長時間テープの使用が原因で、カセットデッキのキャプスタンやピンチローラーなどの内部機構に巻きつき、テープが次々と引き出されて、最終的に引きちぎられて切断されることがある。キャプスタンなどの内部機構に巻きついた場合は、カセットデッキからカセットを取り出せなくなることも多い。また、カセットデッキからカセットを取り出せても、下記の画像のようにテープが大量に引き出された状態となる。このように破損したテープでも、その部分をハサミで切り落とし、正常部分同士をスプライシングテープでつなぎ合わせることで再使用が可能だが、切断した部分の録音内容は消失する。このような状況が頻発する場合はテープだけでなく、カセットデッキ（レコーダー）にも問題が発生している可能性がある[注釈 7]。
- ヘッドやキャプスタン、ピンチローラは汚れやすいため、約10時間ごとを目安に清掃することが望ましく[14]、長時間清掃しないで使用すると録音や再生に悪影響を及ぼすばかりか、テープにも余計な磁気鉄粉やホコリを付着させる遠因になることがある。清掃はクリーニングカセットの利用のほか、カーオーディオ以外の扉を開けて挿入する機器の場合は、取扱い説明書の指示に従い無水アルコールやイソプロ液などの液体と綿棒でも清掃できる。ヘッド近辺には可動部が多く、綿棒でグリスを一緒に拭き取るとのちにテープを汚したりレコーダーの故障の恐れがある。
  - なおクリーニングカセットには研磨剤入りクリーニングテープを使用した乾式とアルコールを使用する湿式が存在するが、乾式の場合、過度の連続使用はヘッドの摩耗を招くことがある。定期的なクリーニングには湿式が好ましい[注釈 8]。
- 再生専用機および3ヘッド式のレコーダー（再生ヘッドが独立している）では長期間再生をすることにより再生ヘッドが帯磁し、高域が出にくくなったり、雑音が増すことがある。この場合、カセット方式やオープンリール用のディマグネタイザー（消磁器）を利用して消磁する必要がある。一方で2ヘッド式レコーダー（録再ヘッド兼用）の場合、帯磁しても新品のカセットを挿入し、録音することで消磁する（セルフディマグネタイズ）ことが可能である。

## 年表

### コンパクトカセットレコーダー
- 1962年 蘭フィリップスによる発売開始。
- 1965年
  - 三越、および松下電器産業（現・パナソニックホールディングス）がフィリップス製コンパクトカセットレコーダー EL-3301 を輸入販売（27,000 円）。
- 1966年
  - アイワ（初代法人）が日本初の国産コンパクトカセットレコーダTP-707P を発売。この機種は、既に発売していたアイワ独自規格のカートリッジ式テープレコーダTP-707を改良し、コンパクトカセット規格に仕様変更した商品で、末尾のPはPHILIPSのPと考えられる。
- 1967年
  - ステレオ録音・再生が可能なコンパクトカセットレコーダーを発売。フィリップス EL-3312 、アイワ TP-1004 、日本コロムビア（家電製品事業部、現：ディーアンドエムホールディングス） TRC-160など。
  - 松下電器産業が 業界初の2バンド（FM/AM）受信対応ラジオカセットレコーダー "RQ-231" を発売。後にブームとなるラジカセ第1号機である。
- 1968年
  - アイワ（初代法人）が日本初の3バンド（FM/AM/SW）受信対応ラジオカセットレコーダー "TPR-101" を発売。
  - ティアックが日本初の（本体にスピーカー接続用のパワーアンプを搭載しない）本格的な単品オーディオシステム用ステレオコンパクトカセットデッキ A-20 を発売。
- 1970年
  - ソニー（現：ソニーグループ）が 2 ヘッド・クローズドループ・デュアルキャプスタン方式のコンパクトカセットデッキ TC-2200, TC-2300 を発売。
  - 松下電器産業がダイレクトドライブ方式のコンパクトカセットデッキ RS-275U を発売。
  - 米ドルビーラボラトリーズ、ドルビーBタイプ・ノイズリダクションを発表。日本では翌年、ティアック A-350 が先行採用して発売。
- 1971年 ソニーが世界初の録音/再生兼用フェライトヘッド（F&F ヘッド）を搭載した TC-2130A を発売。
- 1972年
  - 松下電器産業が録再独立式3ヘッド搭載のコンパクトカセットデッキ RS-279 を発売。
  - 中道研究所（現・ナカミチ）が業界初の録再完全独立式3ヘッド、およびクローズドループ・デュアルキャプスタン搭載の超高級カセットデッキ Nakamichi 1000 を米国にて先行発売（その後1973年に日本でも Nakamichi 700 と共に発売）。
- 1973年
  - ソニーがポータブルカセットデッキ TC-2850SD 「カセット・デンスケ」を発売。
  - 日立製作所が録再コンビネーション式3ヘッド、およびクローズドループ・デュアルキャプスタン搭載のコンパクトカセットデッキ D-4500 を発売。
  - 松下電器産業が前面操作のコンパクトカセットデッキ RS-676U を発売。
- 1976年
  - アイワがコンパクトカセットデッキ AD-7800 を発売。録音バイアス量調整 (FRTS) によりユーザーがテープごとに周波数特性を調整可能に。
  - 松下電器産業が 3 モーター 3 ヘッドのコンパクトカセットデッキ RS-690U を発売。
  - クラリオン（現：フォルシアクラリオン・エレクトロニクス）が世界初の家庭用ダブルコンパクトカセットデッキ MD-8080A を発売。
- 1978年
  - 日本ビクター（現：JVCケンウッド）が業界初のメタルテープ対応カセットデッキ KD-A6、およびKD-A5 を発売（前者は同年11月発売、後者は同年12月発売）[15]。
- 1979年
  - ソニーより、HiFi再生用途に特化したポータブルカセットプレイヤーウォークマン1号機 (TPS-L2) を発売。
  - パイオニア（ホームAV機器事業部、現：オンキヨーテクノロジー、およびティアック）が業界初の録音/再生コンビネーションリボンセンダストヘッドを用いた高級カセットデッキ CT-A1 を発売。
- 1980年 米ドルビーラボラトリーズ、ドルビーCタイプ・ノイズリダクションを発表。日本では翌年、アイワ AD-FF3 が先行採用して発売。
- 1981年 ソニーが業界初の録音/再生兼用レーザーアモルファスヘッド（LA ヘッド）を搭載した TC-FX77 を発売。
- 1990年 米ドルビーラボラトリーズ、ドルビーSタイプ・ノイズリダクションを発表。日本では翌年、アイワ XK-S9000 が先行採用して発売。
- 1996年 パイオニアが業界初のデッキ内部での信号処理のデジタル化（ただし、録音・再生自体は当然、デジタルではない）を実現したデジタル・プロセッシングシステムを搭載したツイン録再オートリバースタイプのコンパクトカセットデッキ T-WD5R を発売。また翌年にはこちらも業界初となるデジタル・プロセッシングシステムを搭載した録音/再生コンビネーション3ヘッド・シングルキャプスタン搭載・片面録再シングルデッキタイプのコンパクトカセットデッキ T-D7も同社から発売された。